# Доу, Томас Милли
Томас Милли Доу (англ. Thomas Millie Dow; 1848—1919) — шотландский художник-постимпрессионист, член группы Глазго Бойс.

## Жизнь и творчество
Доу родился в семье адвоката и сперва изучал право. Затем решает посвятить себя живописи и в 1877 году уезжает в Париж, где поступает в Национальную школу изящных искусств, в класс Жерома. С 1879 Доу учится в Академии Жюлиана. В это время он познакомился и подружился с английским художником Уильямом Стоттом, американцем Эбботом Тайером и молодыми шотландскими живописцами Джеймсом Патерсоном, Джоном Лавери, Александром Роше и Александром Манном. Начиная с 1877 года Доу, вместе с Патерсоном и Манном, совершает поездки на этюды в Барбизон, Грез-су-Луан и в Фонтенбло. Лето художник обычно проводит на восточном побережье Шотландии.
В 1878—1879 годах Доу впервые выставляет свои работы в Королевской Шотландской Академии в Эдинбурге и в Королевском институте изящных искусств (Глазго). В этот период художник рисует в основном акварели и пастелью, лишь изредка создавая полотна маслом. В 1883—1884 он совершает путешествие по США. После возвращения в Глазго Доу вступает в художественную группу Глазго Бойс, в 1885 — в Королевское общество художников-акварелистов. В 1885-87 годы Доу живёт у Патерсона в Дамфрисшире; здесь он пишет свои первые аллегорические картины. Его работы выставляются в лондонских галереях Гросвенор и Графтон, а затем в Берлине, Мюнхене, на Венском сецессионе, в городах США.
В 1887 году Доу вступает в Клуб художников Глазго и в Новый английский художественный клуб. Лето 1888 он проводит вместе с Уильямом Стоттом в швейцарских и немецких Альпах, где много рисует. Весной 1889 года художник совершает путешествие в Марокко, после которого осталась серия его пастельных работ. В 1894 Доу с семьёй переезжает в Корнуолл; живёт здесь летом, а на зимние месяцы едет в Италию, где создаёт многочисленные акварели и пастели, посвящённые красоте итальянской природы.

## Галерея

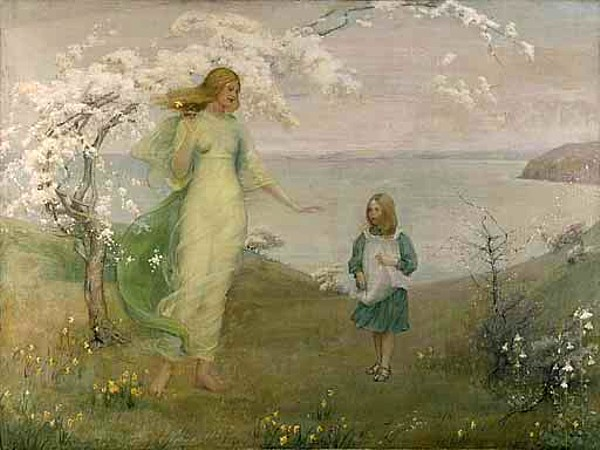
Видения весны (1902)
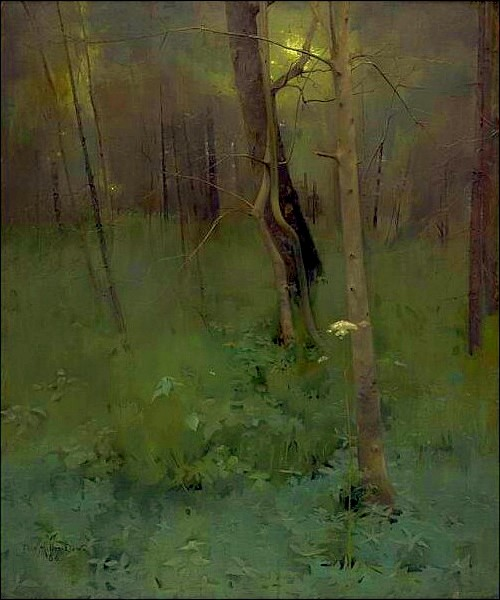
Деревья (1886)
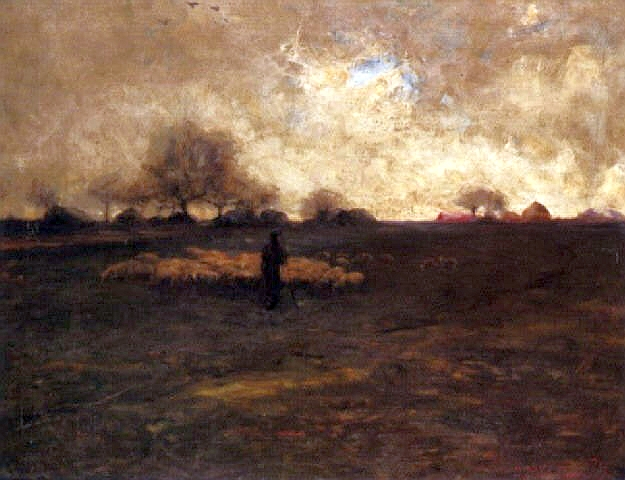
Поздняя осень в Барбизоне (1879)
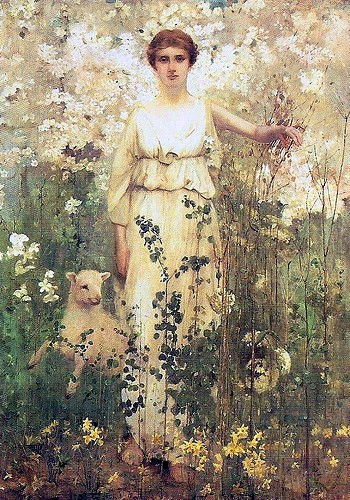
Весна (1886)
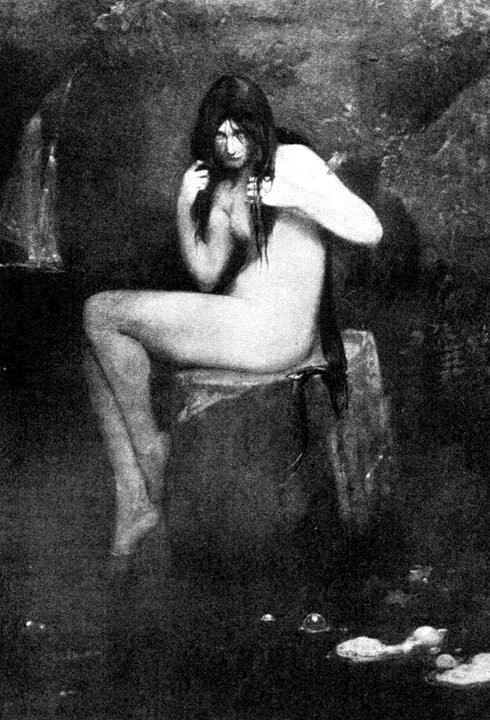
Келпи (1895)
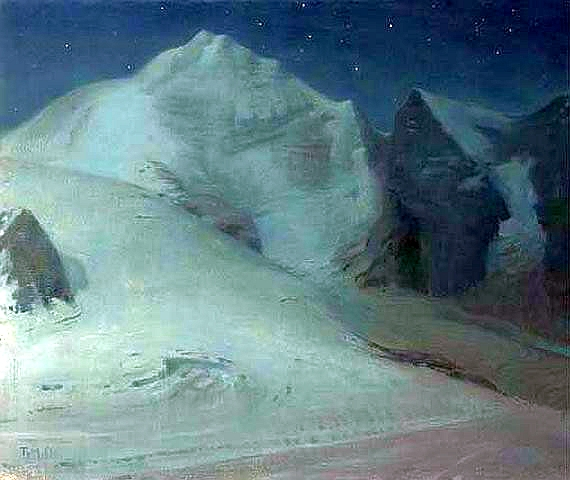
Лунный свет в Альпах
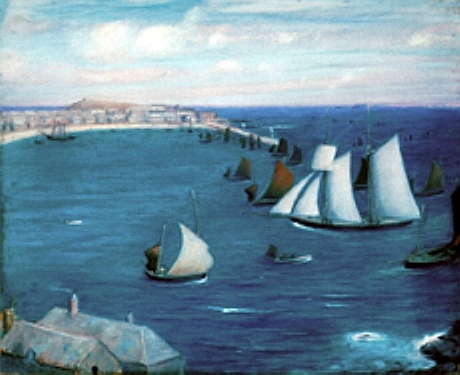
Гавань в Сент-Айвс